# Лобсанов, Алексей Васильевич
Алексе́й Васи́льевич Лобсанов (1 июня 1987, Улан-Удэ) — российский футболист и мини-футболист, полузащитник. Мастер спорта Монголии по футболу.

## Биография
Отец — детский тренер Василий Николаевич Лобсанов.
Лобсанов — воспитанник футбольной школы ВСГТУ, не раз становился чемпионом республики Бурятия. Выступал за мини-футбольную команду Пенсионного фонда Бурятии. Выступал за клуб из Улан-Удэ «Селенга». В 2007 выступал за команду «Коммунальник» из Улан-Удэ, в ее составе стал обладателем Кубка России в зоне Сибирь.
В 2011 году перешёл в монгольскую команду «Эрчим» и стал её капитаном. В азиатской Лиге чемпионов участия не принимал, так как для этого было необходимо подтверждение из РФС, однако документы не поступили вовремя. В составе команды стал чемпионом Монголии. Затем выступал за команду «Университет Улан-Батора». За три титула чемпиона Монголии получил разряд мастера спорта Монголии.
В январе 2013 года в составе команды «Бурятия» сыграл на VII межрегиональном турнире по мини-футболу призы Улан-Удэнского городского Совета депутатов. Вместе с командой завоевал второе место и стал лучшим нападающим турнира. В 2014 году вместе с командой «Улан-Батор Их Сургуль» стал первым чемпионом Монголии по мини-футболу.
В 2016 году выступал за команду «Основной ресурс — Дорожник» в чемпионате Бурятии.
В составе команды «Лара» стал чемпионом Бурятии по мини-футболу, обладателем золотых медалей Суперлиги.

## Достижения
- Чемпион Монголии (1): 2012
- Чемпион Монголии по мини-футболу (2): 2014, 2015
- Мастер спорта Монголии по футболу
- 3-кратный победитель футбольной Спартакиады среди отделений Пенсионного фонда России
- Победитель международного турнира по мини-футболу «Кубок Горсовета»